# 4726 Federer
4726 Federer (1976 SV10) là một tiểu hành tinh vành đai chính được phát hiện ngày 25 tháng 9 năm 1976 bởi Harvard University ở Harvard.